# Водяний смерч
Водяний смерч (англ. waterspout) — інтенсивний стовпчастий вихор (зазвичай у вигляді воронкоподібної хмари), який виникає над водоймою. У звичайній формі це смерч над водою, що складається з п'яти частин життєвого циклу: утворення темної плями на поверхні води, спірального малюнка на поверхні води, утворення кільця розпилення, утворення видимого конденсату, воронка, і, зрештою, розпад.
Більшість водяних смерчів не всмоктують воду — це невеликі та слабкі обертові стовпи повітря над водою.Частіше вони слабкіші, ніж їхні наземні аналоги, але зустрічаються потужні водяні смерчі, що породжуються мезоциклонами.

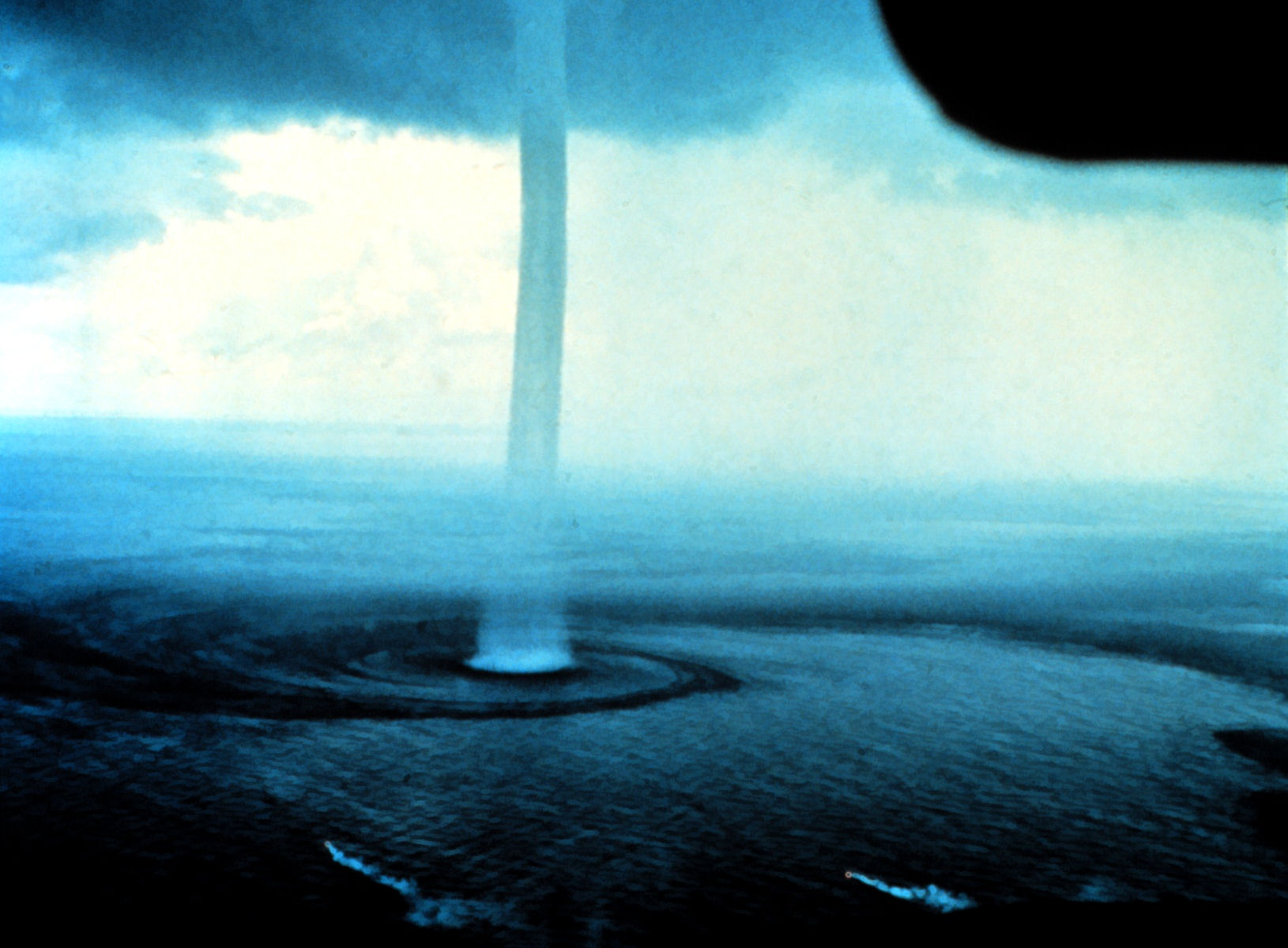
Водяний смерч поблизу Флориди, 10 вересня 1969 року. Зверніть увагу, що на нижній частині фотографії видно напрямок і швидкість вітру.

Водяні смерчі в основному утворюються в тропічних і субтропічних районах, але іноді вони погрожують жителям Європи, Західної Азії, Австралії та Нової Зеландії. Також водяні смерчі зустрічаються на східному узбережжі Сполучених Штатів та узбережжі Каліфорнії.

## Формування
Водяні смерчі викликані різною атмосферною динамікою. Зазвичай вони розвиваються у вологому середовищі. Хмара, з якої розвивається водяний смерч, може здатися звичайною і нешкідливою, на перший погляд, але вона знаходиться в процесі розвитку і згодом змінює свій територіальний стан. В області холодного фронту атмосфера є особливо нестійкою і формує у материнській хмарі смерчу, та нижче від неї, безліч турбулентних вихорів, що швидко обертаються. Потім вихор вирівнюється з купчастою хмарою або грозою, що розвивається. Доведено, що деякі слабкі торнадо, відомі як смерчі, формуються подібним чином.
В одній і тій самій місцевості водночас може виникнути більше ніж один водяний смерч. У 2012 році на озері Мічиган у Сполучених Штатах було зареєстровано аж дев'ять випадків водяних смерчів. У травні 2021 року біля Тарі, північного узбережжя Нового Південного Уельсу, було виявлено щонайменше п'ять випадків одночасних водяних смерчів.

## Типи

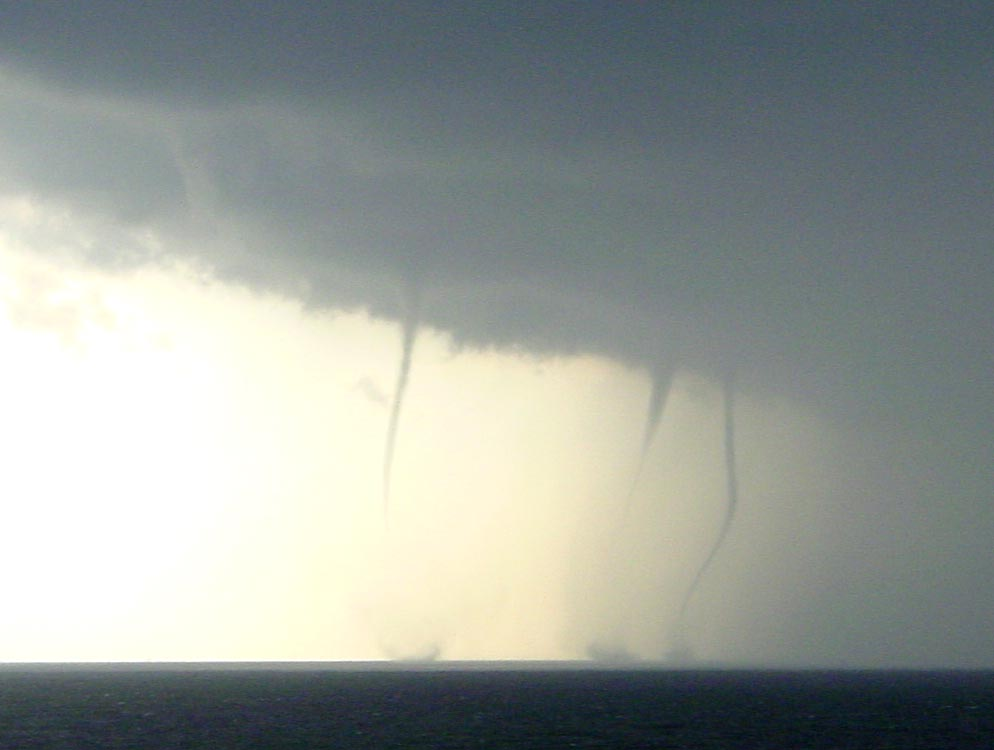
Звичайний водяний смерч. Пляж Кейкдуїні поблизу Гааги, Нідерланди, 27 серпня 2006 року.

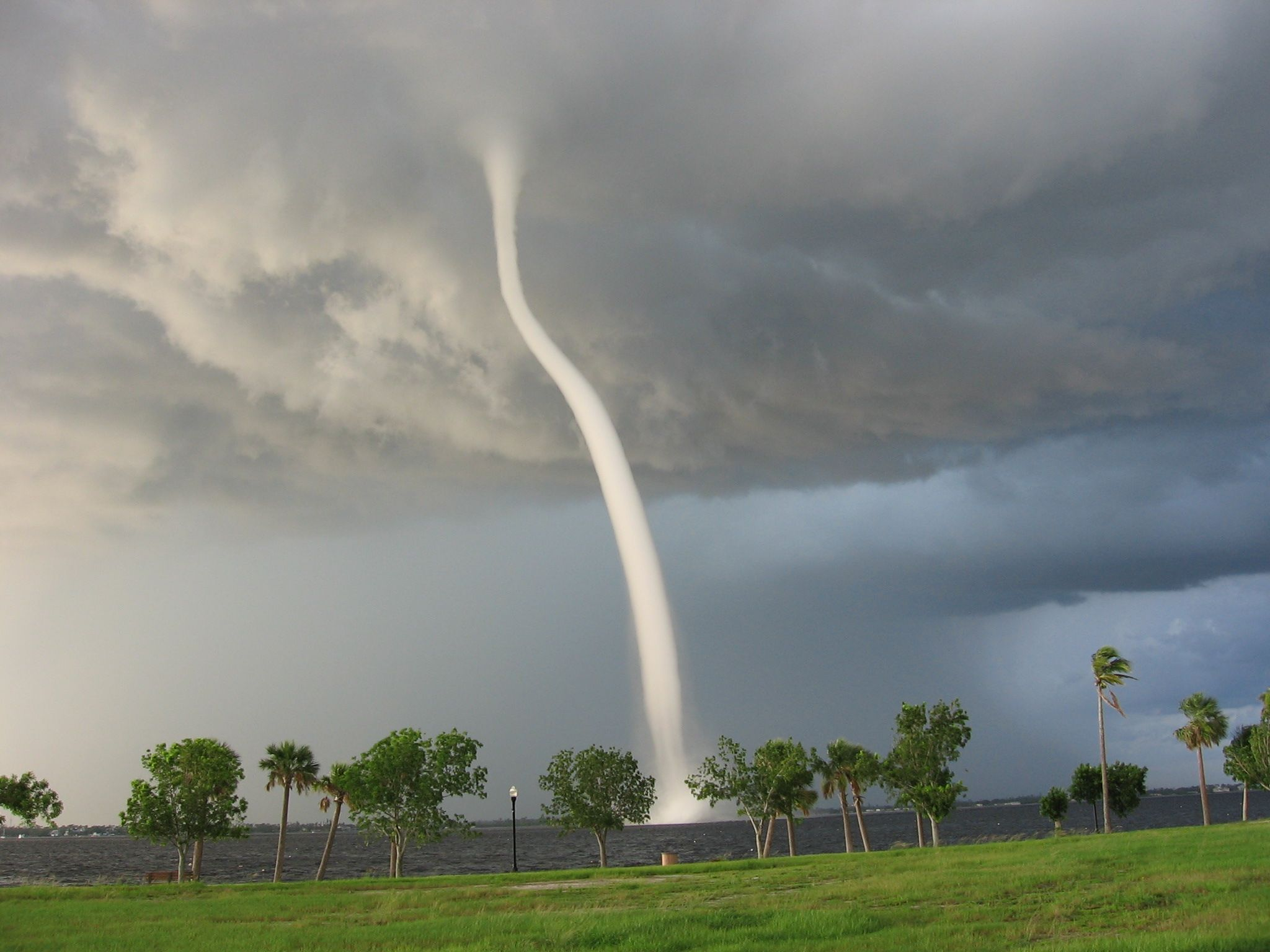
Смерч «торнадо над водою» 15 липня 2005 року біля узбережжя Пунта-Горда, штат Флорида, викликаний сильною грозою.

### Звичайний водяний смерч
Смерчі, які не пов'язані з обертовим потоком грозового коміра, відомі як «неторнадні» або «звичайні» і є найпоширенішим типом. У прибережних водах трапляються смерчі в хорошу погоду, які пов'язані з темними, плоскими, конвективними купчастими хмарами, що розвиваються. Водні смерчі цього типу швидко формуються та розсіюються, мають життєвий цикл менше ніж 20 хвилин.
Найчастіше вони зустрічаються в тропічному та субтропічному кліматі. Зазвичай вони рухаються повільно, якщо взагалі рухаються. Оскільки хмара, до якої вони прикріплені, є горизонтально-статичною, утворює вертикальну конвективну дію замість стискання.

### Торнадо
Водяні смерчі, які також  називають «торнадо над водою», утворюються з мезоциклонів способом, фактично ідентичним наземним торнадо у зв'язку з сильними грозами. Торнадо, який переміщується від землі до водойми, також вважатиметься водяним смерчем. У деяких районах Адріатичного, Егейського та Іонічного моря, «торнадо над водою» можуть становити половину від загальної кількості руйнівних природних явищ.

### Сніговий смерч
Сніговий смерч також відомий як сніговий стік, є рідкісним випадком, коли смерч утворюється під основою снігового шквалу.Термін «сніговий смерч» використовується, щоб відрізнити звичайний водяний смерч у теплу пору року від смерчу зимового сезону. Існує кілька важливих критеріїв для його формування: низька температура над водоймою і туман, схожий на пару над поверхнею води. Вітри, що зосереджуються вниз по осі довгих озер, підсилюють конвергенцію і посилюють розвиток снігових смерчів.

## Клімат
Водяні смерчі, в основному, зустрічається в тропіках, вони можуть сезонно появлятися в помірних районах по всьому світу. Поширені на західному узбережжі Європи, а також на Британських островах і в кількох районах Середземного та Балтійського морів. Водяні смерчі виникають не тільки на морях, є багато записів про те, що природне явище помічали на річках та озерах. Водяні смерчі досить поширені на Великих озерах наприкінці літа та на початку осені. У 2003 році було повідомлено про рекордні 66 випадків водяних смерчів лише за семиденний період.
Водяні смерчі частіше трапляються в межах 100 кілометрів від узбережжя, ніж в морі. Вони поширені вздовж південно-східного узбережжя США, особливо біля південної Флориди та островів Кіс, і можуть виникати над морями, затоками та озерами по всьому світу. Наразі по всій Європі реєструється приблизно 160 смерчів на рік. Частіше водяні смерчі зустрічаються наприкінці літа. У Північній півкулі вересень визначено як головний місяць формування смерчів.

## Морська небезпека
Водяні смерчі вже давно визнані серйозною морською небезпекою. Потужні смерчі становлять загрозу для кораблів, літаків і людей. Рекомендується триматися на значній відстані від цих явищ і завжди бути напоготові.
Випадки, що завдають серйозних збитків і жертв трапляються рідко. Проте було кілька яскравих прикладів. Водяний смерч на Мальті 1555 року був найпершим записом про смертоносний смерч. Він вдарив у Велику гавань Валлетти, потопивши чотири галери та численні човни й забрав сотні життів. Сицилійські торнадо 1851 року — це подвійні водяні смерчі, які вийшли на берег у західній Сицилії, спустошивши узбережжя та сільську місцевість.